# Bockagölarna (Brandstorps socken, Västergötland, 643665-140042)
Bockagölarna är en sjö i Habo kommun i Västergötland och ingår i Motala ströms huvudavrinningsområde.